# Нипигон (река)
Нипигон (англ. Nipigon River) — река в Канаде, в провинции Онтарио.
Длина реки — 48 км. Берёт начало из одноимённого озера, протекает в южном направлении, впадая в залив на севере озера Верхнего северо-восточнее города Тандер-Бей. В устье реки расположено поселение Нипигон. Ширина реки колеблется от 50 до 200 м.
До европейцев в районе реки проживали алгонкины. Во времена Новой Франции на реке стоял форт. В настоящее время на реке находятся четыре дамбы, три из них ГЭС.